# Пападиас, Хараламбос
Хараламбос Пападиас (греч. Χαράλαμπος Παπαδιάς) — греческий спортсмен-легкоатлет, специализировался в беге на короткие дистанции. Чемпион мира 1997 года.

## Биография
В 1997 году отказался пройти проверку на допинг в Германии, где тренировался, и уехал в Грецию.